# AZ (rapper)
Anthony Cruz (Brooklyn, 9 maart 1972), bekend onder de artiestennaam AZ, is een Amerikaanse rapper. Hij werd in 2003 genomineerd voor een Grammy voor de single The Essence.
Cruz was lid van de rapsupergroep The Firm, waar onder meer ook Nas lid van was, en is vaak te horen op albums van Nas, evenals andersom. DJ Premier heeft enkele mixtapes voor hem geproduceerd, bijvoorbeeld The Format.

## Discografie

### Albums
| Doe or Die | - Uitgebracht: 10 oktober, 1995 - Label: EMI - Dragers: cd, lp, cassette, download                        | 15  | 1  | *  | —  |
| Pieces of a Man | - Uitgebracht: 7 april, 1998 - Label: Noo Trybe/Virgin - Dragers: cd, lp, cassette, download              | 22  | 5  | *  | —  |
| 9 Lives | - Uitgebracht: 12 juni, 2001 - Label: Motown - Dragers: cd, lp, cassette, download                        | 23  | 4  | *  | —  |
| Aziatic | - Released: June 11, 2002 - Label: Motown - Formats: cd, cassette, download                               | 29  | 5  | *  | —  |
| A.W.O.L. | - Uitgebracht: 6 september, 2005 - Label: Quiet Money Records - Dragers: cd, lp, download                 | 73  | 17 | 10 | 5  |
| The Format | - Uitgebracht: 7 november, 2006 - Label: Quiet Money Records, Fast Life Music - Dragers: cd, lp, download | —   | 59 | —  | 35 |
| Undeniable | - Uitgebracht: 1 april, 2008 - Label: Fast Life Music, Koch Records - Formats: cd, download               | 141 | 24 | 9  | 18 |
| Legendary | - Uitgebracht: 2 juni, 2009 - Label: Real Talk Entertainment - Dragers: cd, download                      | —   | —  | —  | —  |
| "—" geeft aan dat een album geen notering behaalde in desbetreffende hitlijst "*" geeft aan dat een hitlijst toentertijd nog niet bestond | |     |    |    |    |

- Bibliothèque nationale de France: cb13987230z (data)
- Gemeinsame Normdatei: 134985230
- International Standard Name Identifier: 0000 0000 5516 1144
- Library of Congress Control Number: no98088428
- MusicBrainz: 0506bf37-90d7-4654-9585-b4800dc945d5
- Virtual International Authority File: 14967590
- WorldCat: E39PBJckVfDmJBhqjbpMfXwjYP